# YouTube Premium
YouTube Premium (anteriormente YouTube Red), é um serviço de assinatura de streaming pelo YouTube em 23 países: Alemanha, Austrália, Áustria, Bélgica, Brasil, Canadá, Colômbia, Coreia do Sul, Dinamarca, Estados Unidos, Espanha, Finlândia, França, Irlanda, Itália, Luxemburgo, México, Nova Zelândia, Noruega, Portugal, Países Baixos, Reino Unido, Rússia e Suécia. Ele fornece streaming sem publicidade de todos os vídeos hospedados pelo YouTube, conteúdo original exclusivo produzido em colaboração com os principais criadores do site, além de reprodução off-line e reprodução em segundo plano de vídeos em dispositivos móveis que suportem estas duas funcionalidades.

## História
O serviço foi originalmente lançado em novembro de 2014 como Music Key, oferecendo apenas streaming sem anúncios de músicas e vídeos musicais de gravadoras participantes no YouTube e no Google Play Music. O serviço foi revisado e relançado como YouTube Red em 31 de outubro de 2015, expandindo seu escopo para oferecer acesso sem anúncios a todos os vídeos do YouTube, em vez de apenas música. O YouTube anunciou o rebranding do serviço como YouTube Premium em 17 de maio de 2018, juntamente com o retorno do serviço de assinatura, YouTube Music.